# Колыванский сельсовет (Павловский район)
Колыванский сельсовет — муниципальное образование со статусом сельского поселения и административно-территориальное образование в Павловском районе Алтайского края России. Административный центр — село Колыванское.

## Население
| 1997  | 1998  | 1999  | 2000  | 2001  | 2002  |
| ----- | ----- | ----- | ----- | ----- | ----- |
| 1966  | ↗1988 | ↗2016 | ↗2262 | ↘2129 | ↗2168 |
| 2003  | 2004  | 2005  | 2006  | 2007  | 2008  |
| ↗2190 | ↘2189 | ↘2177 | ↘2166 | ↘2152 | ↘2148 |
| 2009  | 2010  | 2011  | 2012  | 2013  | 2014  |
| ↗2172 | ↘1958 | ↗1960 | ↘1942 | ↗1948 | ↘1925 |
| 2015  | 2016  | 2017  | 2018  | 2019  | 2020  |
| ↘1901 | ↘1882 | ↘1880 | ↘1867 | ↘1822 | ↘1807 |
| 2021  |       |       |       |       |       |
| ↘1793 |       |       |       |       |       |

По результатам Всероссийской переписи населения 2010 года, численность населения муниципального образования составила 1958 человек, в том числе 930 мужчин и 1028 женщин. Оценка Росстата на 1 января 2012 года — 1942 человека.

## Населённые пункты
В состав сельского поселения входит 3 населённых пункта:
- село Арбузовка,
- село Колыванское,
- посёлок Молодёжный.

Большевик — упразднённый посёлок, исключен из учётных данных в  1986 году.